# Wonderland Music Company
La Wonderland Music Company a été créée en 1951 afin de produire et distribuer les productions musicales des Walt Disney Productions. Elle est affiliée au Broadcast Music Incorporated (BMI), actuellement l'un des trois organismes de gestion de droits d'auteurs aux États-Unis (équivalents de la SACEM).
Elle est associée aux Walt Disney Records eux rattachés au Buena Vista Music Group qui comprennent un autre label affiliée à un autre organisme de gestion de droits d'auteur, la Walt Disney Music Company.
Le label possédait sa propre boutique, la Wonderland Music Store, à Disneyland de 1955 à 1972.

## Historique
Fin 1949, Walt Disney décide de ne plus partager avec les maisons de disques des chanteurs associés à ses films. Il fonde la Walt Disney Music Company le 1er octobre 1949, affiliée à l'American Society of Composers, Authors and Publishers (ASCAP) pour conserver les droits de Cendrillon (1950).
En 1952, Disney crée une société similaire mais affiliée à la Broadcast Music Incorporated (BMI), la Wonderland Music Company.
En 1955, Wonderland devient le label de Davy Crockett et les deux filiales d'édition musicale retrouvent la profitabilité tandis que leurs données financières sont désormais combinées.